# Михаил Салтиков – Шчедрин
Михаил Салтиков – Шчедрин е руски писател, роден на 15 януари 1826 г., белетрист сатирик от деветнадесети век.
Салтиков е потомствен дворянин. Работил е като държавен служител, също така е бил е вицегубернатор в Рязанска и Тверска губерни. Писателят е използвал псевдонима Николай Шчедрин.
Умира в Санкт Петербург на 10 май 1899 г.

## Повести
- „Противоречия“ (1847);
- „Заплетено дело“ (1848).